# Hybocamenta nigriceps
Hybocamenta nigriceps är en skalbaggsart som beskrevs av Moser 1914. Hybocamenta nigriceps ingår i släktet Hybocamenta och familjen Melolonthidae. Inga underarter finns listade i Catalogue of Life.